# 尚璽

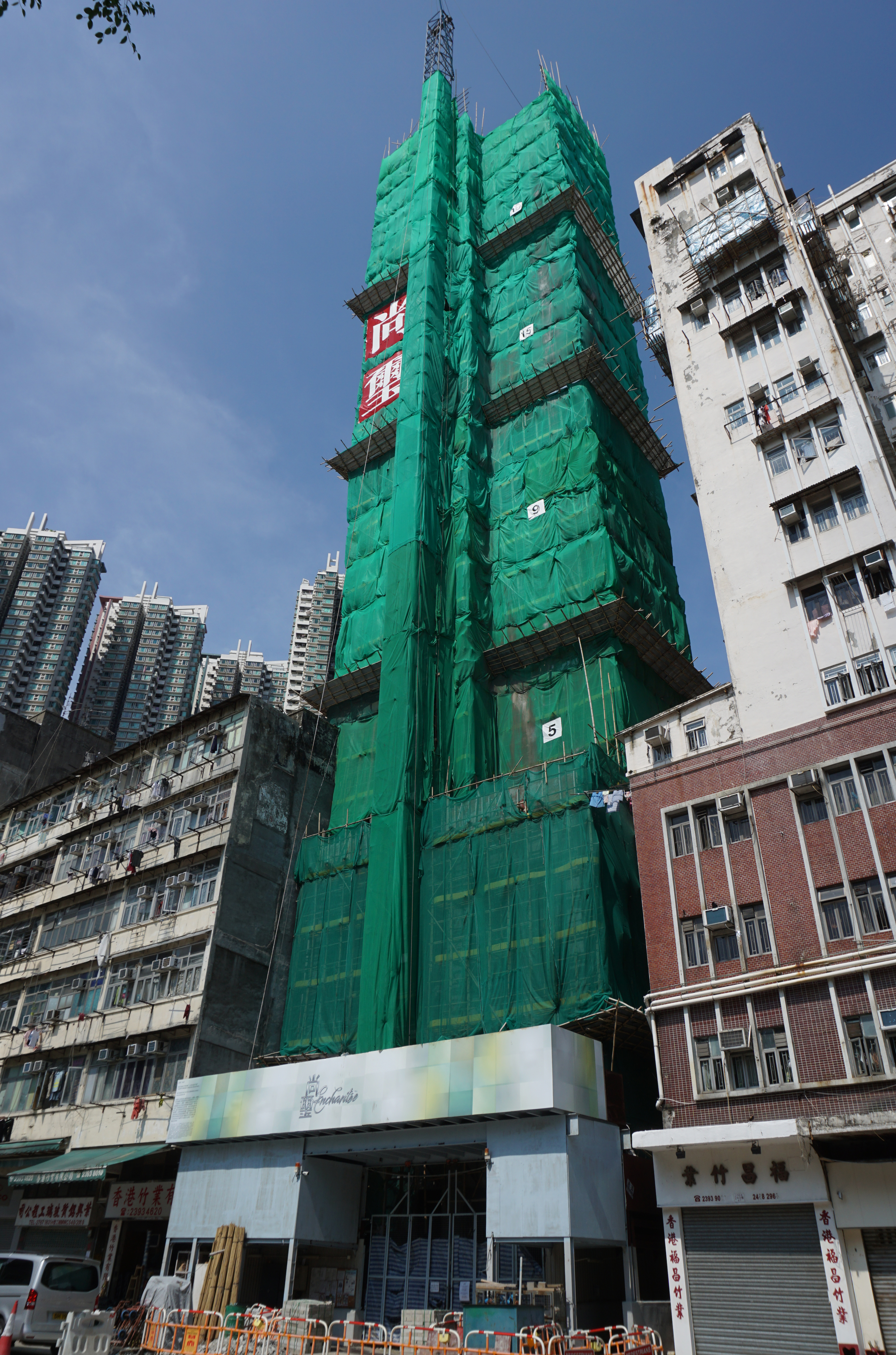
興建中，2018年7月

尚璽（英語：Enchantee），位於香港九龍大角咀大角咀道247號的新式單幢住宅。由實德環球相關人士發展，預計於 2020年11月23日入伙。

## 歷史
尚璽位於大角咀道247號，由實德環球主席楊海成及相關人士私人投資，屬發展商在港首個發展項目。地盤屬於舊契新盤，被重新發展為尚璽。

## 簡介
尚璽為單幢式住宅，提供76個單位，全屬開放式間隔，因廚房採用開放式設計，故不設供應煤氣的氣體喉及煤氣錶。物業樓高22層（3樓至25樓，不設4樓、13樓、14樓及24樓），每層設4伙，主要提供實用面積158呎至193呎的單位，另4伙位於3樓的平台戶，實用158呎至181呎，連32呎至498呎平台。物業於2018年6月開售，折實入場費為384萬，實用呎價24,304元，預計於2020年11月23日入伙。

## 設施
物業於二樓設有面積約865平方呎的住客會所，提供包括健身室等設施。

## 事件
2018年9月16日颱風山竹襲港下，尚璽地盤約50米長的升降機鐵軸，在強風下折斷，連棚架飛墮壓落旁邊大角咀道241至243號一幢唐樓天台。發展商回應指已就事件報警及通報屋宇署，待天氣情況許可便會盡快作出修理。

## 鄰近
- 港灣豪庭
- 亮賢居